# Вријеме ракова
„Вријеме ракова” је југословенски ТВ филм из 1967. године. Режирао га је Иван Хетрих а сценарио је написао Иво Штивичић.

## Улоге
| Глумац             | Улога |
| ------------------ | ----- |
| Реља Башић         |       |
| Татјана Бељакова   |       |
| Тонко Лонза        |       |
| Иво Сердар         |       |
| Драган Миливојевић |       |